# ملعب ثيودوروس كولوكوترونيس
ملعب ثيودوروس كولوكوترونيس هو ملعب كرة قدم يقع في تريبولي، اليونان، يتسع لجلوس 7,616 متفرج. وهو الملعب البيتي لنادي أستيراس تريبوليس لحين الانتهاء من بناء ملعب أستيراس تريبوليس الجديد. تم بناء الملعب في عام 1979. أُعيد تسمية الملعب تكريماً لبطل حرب الاستقلال اليونانية، ثيودوروس كولوكوترونيس، في 22 نوفمبر 2012.

## روابط خارجية
- صور ملعب ثيودوروس كولوكوترونيس stadia.gr